# Фалкао
 Тази статия е за бразилския футболист.  За колумбийския футболист вижте Радамел Фалкао.  
Пауло Роберто Фалкао (браз. произношение: [ˈpawlu ʁoˈbɛʁtu fawˈkɐ̃w̃] или просто Фалкао е бивш бразилски футболист и настоящ треньор по футбол.
Фалкао е един от най-фамозните халфове в световния футбол. Той е трикратен шампион на Бразилия с Интернасионал за 1975, 1976 и 1979 г. Футболист № 1 на Бразилия за 1978 и 1979 година.
През 1980 година преминава в Рома и се превръща в една от най-големите легенди на клуба. Става идол за всички тифози на „вълците“ и те започват да го наричат „Краля на Рим“.
С него „римляните“ печелят първа шампионска титла след Втората световна война. Другите две отличия на бразилеца с отбора са две купи на Италия за 1981 и 1984 година.
Фалкао е с огромен принос за достигането до финала на Купата на европейските шампиони през сезон 1983-84, който губи след изпълнение на дузпи от Ливърпул.
По-късно през 2012 г. феновете го избират в „идеалната единайсеторка“ на Рома за всички времена.
Участва на Мондиал 82, като заедно със съотборниците си Тониньо Серезо, Зико, Едер и Сократес сформират халфовата линия на „селесао“. На този шампионат бразилците отпадат във втората групова фаза на турнира, а Фалкао отбелязва по едно попадение срещу отборите на Нова Зеландия, Шотландия и Италия.
През 2004 г. е посочен от Пеле като един от 125-те най-велики живи футболисти в света.
След края на активната си състезателната криера се пробва на треньорското поприще. Води за кратко и без успехи националите на Бразилия и Япония, както и няколко клубни отбора.
От началото на 2014 г. работи като спортен коментатор за американската телевизия Fox Sports и отразява Световното първенство по футбол през 2014 г..